# ヘンリー・モーズリー (物理学者)
ヘンリー・グウィン・ジェフリーズ・モーズリー（Henry Gwyn Jeffreys Moseley, 1887年11月23日 - 1915年8月10日）は、イギリスの物理学者である。元素の特性X線の波長との原子核の電荷（原子番号）の関係（モーズリーの法則）を見出した。この発見によって原子番号の物理的意味が明らかになり、周期表の未発見の元素を予測するなどが可能となった。

## 人物・経歴
ドーセット州ウェイマスに生まれた。父親はチャレンジャー号探検航海に参加したことで知られる、ロイヤル・メダル受賞者のヘンリー・ノティッジ・モーズリー・オックスフォード大学教授である。
プレパラトリー・スクール時代から優秀な生徒で、奨学金を得てイートン・カレッジに進んだ。1906年には同校で化学及び物理学の賞を受賞した。
1906年オクスフォード大学のトリニティ・カレッジに入学し、1910年に学士の学位を取得して卒業後、すぐにマンチェスター大学で物理学の助手に就任し、アーネスト・ラザフォードのもとで研究した。
1913年、特性X線の波長の逆数の平方根が原子核の電荷（原子番号）と直線関係にあること（モーズリーの法則）を発見した。これはそれまで周期表は、原子量の順に並べられていたが、同位体の存在比率によって、たとえばコバルトとニッケル、テルルとヨウ素では原子量の順番できまる位置と化学的性質からの位置とが一致しなくなることがみられた。元素の原子核の陽子数を測定することを可能にして、原子番号の物理的意味が明確にされた。さらに原子番号の43番と61番に空白のあることを示し、後にこれは人工元素のテクネチウムとプロメチウムで埋められることになる。
ラザフォードからのフェロー職打診を断り、オクスフォード大学に戻って研究を続けるため1914年にマンチェスター大学を辞職したが、第一次世界大戦がはじまると、家族や友人たちの反対を押し切り、イギリス軍工兵隊に所属して出征。ガリポリの戦いに通信担当技術士官として参加し、同地で命令を電話連絡している際にオスマン帝国の狙撃兵に頭部を撃ち抜かれて戦死した。27歳だった。早すぎる死がなければノーベル賞の受賞は間違いなかったといわれている(ノーベル賞は生者にしか授与されない)。彼が戦死した事件を受けて、以後イギリスや他国の政府は自国の科学者が戦闘に従事することを禁ずるようになったと言われる。